# Cantonul Belleville
Cantonul Belleville este un canton din arondismentul Villefranche-sur-Saône, departamentul Rhône, regiunea Rhône-Alpes, Franța.

## Comune
- Belleville (reședință)
- Cercié
- Charentay
- Corcelles-en-Beaujolais
- Dracé
- Lancié
- Odenas
- Saint-Étienne-des-Oullières
- Saint-Étienne-la-Varenne
- Saint-Georges-de-Reneins
- Saint-Jean-d'Ardières
- Saint-Lager
- Taponas